# Campionatul Mondial de Handbal Feminin din 2013 - Echipele
Acest articol prezintă echipele care au luat parte la Campionatul Mondial de Handbal Feminin din 2013, desfășurat în Serbia, a 21-a ediție a acestei competiții. Fiecare echipă a avut maximum 18 jucătoare, din care maximum 16 au putut fi înscrise pe foaia de joc a fiecărui meci.

## Grupa A

### Republica Democrată Congo
Antrenor principal: Celestin Mpoua
| Nr. | Post           | Nume                    | Data nașterii (vârsta) | Înălțime | Selecții | Goluri | Echipă             |
| --- | -------------- | ----------------------- | ---------------------- | -------- | -------- | ------ | ------------------ |
| 1   | Portar         | Louise Makubanza        | 20 octombrie 1992      | 1,73 m   |          |        | HC Nantes          |
| 2   | Inter dreapta  | Jumelle Okoko           | 26 decembrie 1984      | 1,70 m   |          |        | Blavozy RB         |
| 3   | Centru         | Grace Shokkos           | 4 august 1992          | 1,72 m   |          |        | Poitiers Handball  |
| 4   | Centru         | Consolate Feza          | 23 martie 1985         | 1,67 m   |          |        | Mikishi Lubumbashi |
| 5   | Extremă stânga | Olga Milemba            | 27 iulie 1984          | 1,68 m   |          |        | Héritage Kinshasa  |
| 6   | Extremă stânga | Clémence Matutu         | 26 aprilie 1992        | 1,62 m   |          |        | Poitiers Handball  |
| 7   | Inter dreapta  | Apopie Lusamba          | 20 mai 1985            | 1,70 m   |          |        | USM Gagny          |
| 8   | Centru         | Constance Louoba        | 14 iunie 1971          | 1,70 m   |          |        | Blavozy RB         |
| 9   | Inter stânga   | Christianne Mwasesa     | 12 martie 1985         | 1,75 m   |          |        | Toulon Handball    |
| 11  | Pivot          | Parisel Mpemba          | 1 decembrie 1978       | 1,75 m   |          |        | St. Maure          |
| 12  | Portar         | Nicole Mbole            | 12 decembrie 1981      | 1,60 m   |          |        | Mikishi Lubumbashi |
| 13  | Inter stânga   | Lydia Musonda Kasangala | 6 mai 1988             | 1,70 m   |          |        | Héritage Kinshasa  |
| 14  | Inter stânga   | Carole Babala           | 14 iunie 1989          | 1,70 m   |          |        | U.S. Alfortville   |
| 16  | Portar         | Bibiche Kabamba         | 15 iulie 1981          | 1,78 m   |          |        | Héritage Kinshasa  |
| 17  | Inter stânga   | Julie Betu              | 25 august 1995         | 1,63 m   |          |        | Héritage Kinshasa  |

### Republica Dominicană
Antrenor principal: Miroslav Vujasinović
| Nr. | Post            | Nume                | Data nașterii (vârsta) | Înălțime | Selecții | Goluri | Echipă                 |
| --- | --------------- | ------------------- | ---------------------- | -------- | -------- | ------ | ---------------------- |
| 1   | Portar          | Cari Dominguez      | 10 octombrie 1992      | 1,74 m   |          | 0      | Maquiteria Handball    |
| 2   | Inter stânga    | Yojaver Brito       | 3 decembrie 1997       | 1,59 m   |          | 25     | Simon Bolivar Handball |
| 5   | Extremă stânga  | Devora Torreira     | 1 ianuarie 1991        | 1,79 m   |          |        | Los Frailes            |
| 7   | Extremă dreapta | Johanna Pimentel    | 20 aprilie 1992        | 1,90 m   |          | 80     | Ortiz Celado           |
| 8   | Inter stânga    | Nancy Peña          | 29 iulie 1982          | 1,62 m   |          | 94     | Simon Bolivar Handball |
| 9   | Inter dreapta   | Mariela Andino      | 9 octombrie 1992       | 1,68 m   |          | 90     | Maquiteria Handball    |
| 10  | Centru          | Carina Lorenzo      | 4 iunie 1997           | 1,71 m   |          | 35     | Maquiteria Handball    |
| 11  | Inter stânga    | Florquidia Puello   | 27 iulie 1997          | 1,79 m   |          | 35     | Simon Bolivar Handball |
| 12  | Portar          | Suleidy Suarez      | 8 iulie 1992           | 1,68 m   |          | 0      | Ortiz Celado           |
| 13  | Centru          | Carolina López      | 16 noiembrie 1993      | 1,74 m   |          | 95     | Simon Bolivar Handball |
| 14  | Pivot           | Yacaira Tejada      | 20 august 1992         | 1,75 m   |          | 90     | Parque del Este        |
| 15  | Inter stânga    | Mariela Cespedes    | 13 noiembrie 1993      | 1,68 m   |          | 85     | Maquiteria Handball    |
| 17  | Extremă         | Irina Pop           | 8 octombrie 1988       | 1,90 m   |          | 100    | Parque del Este        |
| 23  | Centru          | Crisleydi Hernández | 10 ianuarie 1983       | 1,78 m   |          | 93     | Simon Bolivar Handball |

### Franța
Antrenor principal: Alain Portes
| Nr. | Post            | Nume                | Data nașterii (vârsta) | Înălțime | Selecții | Goluri | Echipă                |
| --- | --------------- | ------------------- | ---------------------- | -------- | -------- | ------ | --------------------- |
| 2   | Pivot           | Amélie Goudjo       | 19 aprilie 1980        | 1,73 m   | 90       | 122    | Issy-Paris Hand       |
| 4   | Pivot           | Nina Kamto Njitam   | 25 iunie 1983          | 1,78 m   | 181      | 239    | Metz Handball         |
| 5   | Inter dreapta   | Koumba Cissé        | 4 iunie 1991           | 1,75 m   | 0        | 0      | Fleury Loiret HB      |
| 7   | Centru          | Allison Pineau      | 2 mai 1989             | 1,81 m   | 136      | 325    | ŽRK Vardar            |
| 9   | Extremă stânga  | Paule Baudouin      | 25 octombrie 1984      | 1,72 m   | 181      | 560    | Metz Handball         |
| 10  | Centru          | Grace Zaadi         | 7 iulie 1993           | 1,71 m   | 2        | 3      | Metz Handball         |
| 11  | Extremă dreapta | Maakan Tounkara     | 12 martie 1983         | 1,64 m   | 63       | 125    | Fleury Loiret HB      |
| 12  | Portar          | Amandine Leynaud    | 2 mai 1986             | 1,78 m   | 136      | 1      | ŽRK Vardar            |
| 14  | Inter stânga    | Alice Lévêque       | 9 mai 1989             | 1,82 m   | 9        | 3      | Mios Biganos Handball |
| 16  | Portar          | Cléopâtre Darleux   | 1 iulie 1989           | 1,76 m   | 112      | 2      | Viborg HK             |
| 17  | Extremă stânga  | Siraba Dembélé      | 28 iunie 1986          | 1,72 m   | 158      | 518    | ŽRK Vardar            |
| 18  | Extremă dreapta | Audrey Deroin       | 6 septembrie 1986      | 1,76 m   | 98       | 147    | Toulon Handball       |
| 19  | Pivot           | Julie Goiorani      | 25 mai 1988            | 1,73 m   | 43       | 45     | Toulon Handball       |
| 20  | Inter dreapta   | Dounia Abdourahim   | 17 ianuarie 1992       | 1,82 m   | 4        | 7      | Toulon Handball       |
| 24  | Inter stânga    | Mariama Signaté     | 22 iulie 1985          | 1,88 m   | 138      | 406    | Issy-Paris Hand       |
| 29  | Centru          | Gnonsiane Niombla   | 9 iulie 1990           | 1,72 m   | 7        | 15     | Fleury Loiret HB      |
| 64  | Inter dreapta   | Alexandra Lacrabère | 27 aprilie 1987        | 1,77 m   | 123      | 311    | Mios Biganos Handball |

### Muntenegru
O echipă preliminară  a fost anunțată pe 17 noiembrie 2013.
Antrenor principal: Dragan Adžić
| Nr. | Post            | Nume                      | Data nașterii (vârsta) | Înălțime | Selecții | Goluri | Echipă            |
| --- | --------------- | ------------------------- | ---------------------- | -------- | -------- | ------ | ----------------- |
| 1   | Portar          | Marina Vukčević           | 24 august 1993         | 1,78 m   | 54       | 0      | ŽRK Budućnost     |
| 2   | Extremă dreapta | Radmila Miljanić-Petrovic | 19 aprilie 1988        | 1,74 m   | 103      | 125    | ŽRK Budućnost     |
| 3   | Extremă stânga  | Biljana Pavićević         | 12 mai 1988            | 1,70 m   | 19       | 29     | ŽRK Budućnost     |
| 4   | Extremă dreapta | Jovanka Radičević         | 23 octombrie 1986      | 1,69 m   | 104      | 561    | ŽRK Vardar        |
| 5   | Pivot           | Ana Đokić                 | 9 februarie 1979       | 1,67 m   | 43       | 82     | ŽRK Vardar        |
| 6   | Inter stânga    | Jelena Despotović         | 30 aprilie 1994        | 1,83 m   | 9        | 8      | ŽRK Budućnost     |
| 8   | Inter stânga    | Marija Jovanović          | 26 decembrie 1985      | 1,82 m   | 96       | 416    | HC Astrahanocika  |
| 10  | Centru          | Anđela Bulatović          | 15 ianuarie 1987       | 1,75 m   | 95       | 149    | RK Krim           |
| 12  | Portar          | Sonja Barjaktarović       | 11 septembrie 1986     | 1,80 m   | 96       | 0      | Rostov-Don        |
| 15  | Inter dreapta   | Andrea Klikovac           | 5 mai 1991             | 1,74 m   | 13       | 5      | ŽRK Vardar        |
| 16  | Portar          | Mirjana Milenković        | 4 martie 1985          | 1,83 m   |          |        | ŽRK Budućnost     |
| 19  | Pivot           | Sara Vukčević             | 25 martie 1992         | 1,83 m   |          |        | Érdi VSE          |
| 23  | Inter dreapta   | Đurđina Malović           | 5 mai 1996             | 1,82 m   |          |        | RK Danilovgrad    |
| 26  | Pivot           | Suzana Lazović            | 28 ianuarie 1992       | 1,76 m   | 65       | 74     | ŽRK Budućnost     |
| 32  | Inter dreapta   | Katarina Bulatović        | 15 noiembrie 1984      | 1,86 m   | 33       | 206    | Győri Audi ETO KC |
| 77  | Extremă stânga  | Majda Mehmedović          | 25 mai 1990            | 1,69 m   | 61       | 107    | ŽRK Budućnost     |
| 90  | Centru          | Milena Knežević           | 12 martie 1990         | 1,78 m   | 86       | 224    | ŽRK Budućnost     |

### Olanda
Echipa  a fost anunțată pe 17 noiembrie 2013.
Antrenor principal: Henk Groener
| Nr. | Post            | Nume                  | Data nașterii (vârsta) | Înălțime | Selecții | Goluri | Echipă               |
| --- | --------------- | --------------------- | ---------------------- | -------- | -------- | ------ | -------------------- |
| 1   | Portar          | Marieke van der Wal   | 7 noiembrie 1979       | 1.83 m   | 157      | 0      | Pontoise Handball    |
| 4   | Extremă stânga  | Sharina van Dort      | 18 octombrie 1988      | 1.68 m   | 37       | 69     | MizuWaAi Dalfsen     |
| 5   | Inter stânga    | Jessy Kramer          | 16 februarie 1990      | 1.77 m   | 51       | 59     | Vipers Kristiansand  |
| 6   | Inter dreapta   | Laura van der Heijden | 27 iunie 1990          | 1.72 m   | 98       | 318    | VfL Oldenburg        |
| 7   | Extremă dreapta | Debbie Bont           | 9 decembrie 1990       | 1.74 m   | 70       | 151    | HC Leipzig           |
| 8   | Inter stânga    | Lois Abbingh          | 13 august 1992         | 1.77 m   | 56       | 228    | VfL Oldenburg        |
| 9   | Inter dreapta   | Sanne van Olphen      | 13 martie 1989         | 1.77 m   | 21       | 25     | SønderjyskE          |
| 10  | Pivot           | Danick Snelder        | 22 mai 1990            | 1.78 m   | 70       | 166    | Thüringer HC         |
| 11  | Centru          | Lynn Knippenborg      | 7 ianuarie 1992        | 1.75 m   | 10       | 16     | MizuWaAi Dalfsen     |
| 12  | Pivot           | Fabienne Logtenberg   | 27 decembrie 1991      | 1.81 m   | 13       | 16     | MizuWaAi Dalfsen     |
| 13  | Pivot           | Yvette Broch          | 23 decembrie 1990      | 1.85 m   | 37       | 81     | Metz Handball        |
| 17  | Centru          | Cornelia Groot        | 4 mai 1988             | 1.75 m   | 51       | 141    | FC Midtjylland       |
| 18  | Centru          | Kelly Dulfer          | 21 martie 1994         | 1.86 m   | 0        | 0      | Schuler Afbouwgroep  |
| 23  | Portar          | Jasmina Jankovic      | 6 decembrie 1986       | 1.68 m   | 26       | 0      | Frisch Auf Göppingen |
| 24  | Extremă stânga  | Martine Smeets        | 5 mai 1990             | 1.72 m   | 21       | 49     | Thüringer HC         |
| 30  | Extremă dreapta | Jurswailly Luciano    | 25 martie 1991         | 1.71 m   | 18       | 37     | Metz Handball        |
| 79  | Centru          | Estavana Polman       | 5 august 1992          | 1.74 m   | 46       | 112    | Team Esbjerg         |

### Coreea de Sud
Antrenor principal: Lim Young-Chul
| Nr. | Post            | Nume           | Data nașterii (vârsta) | Înălțime | Selecții | Goluri | Echipă                 |
| --- | --------------- | -------------- | ---------------------- | -------- | -------- | ------ | ---------------------- |
| 2   | Extremă dreapta | Kim Seon-Hwa   | 7 ianuarie 1991        | 1.62 m   |          |        | Incheon Sports Council |
| 5   | Centru          | Lee Hyo-Jin    | 22 aprilie 1994        | 1.67 m   |          |        | Gyeongnam              |
| 7   | Extremă stânga  | Choi Su-Min    | 9 ianuarie 1990        | 1.75 m   |          |        | Seoul City             |
| 10  | Pivot           | Won Seon-Pil   | 6 august 1994          | 1.75 m   |          |        | Incheon Sports Council |
| 12  | Portar          | Park Mi-Ra     | 20 aprilie 1987        | 1.70 m   |          |        | Wonderful Samcheok     |
| 13  | Pivot           | Yoo Hyun-Ji    | 16 iulie 1984          | 1.75 m   |          |        | Wonderful Samcheok     |
| 14  | Inter stânga    | Kim Jin-Yi     | 20 iunie 1993          | 1.78 m   |          |        | Colorful Daegu         |
| 15  | Inter dreapta   | Jung Yu-Ra     | 6 februarie 1992       | 1.70 m   |          |        | Colorful Daegu         |
| 16  | Portar          | Song Mi-Young  | 16 ianuarie 1975       | 1.72 m   |          |        | Incheon Sports Council |
| 17  | Inter dreapta   | Ryu Eun-Hee    | 24 februarie 1990      | 1.80 m   |          |        | Incheon Sports Council |
| 19  | Centru          | Jung Ji-Hae    | 6 martie 1985          | 1.68 m   |          |        | Wonderful Samcheok     |
| 20  | Extremă stânga  | Lee Eun-Bi     | 23 octombrie 1990      | 1.62 m   |          |        | Busan Infrastructure   |
| 21  | Inter stânga    | Kim Eun-Kyeong | 3 septembrie 1991      | 1.78 m   |          |        | Gyeongnam              |
| 22  | Extremă dreapta | Woo Sun-Hee    | 1 iulie 1978           | 1.70 m   |          |        | Wonderful Samcheok     |
| 23  | Pivot           | Nam Yeong-Sin  | 27 august 1990         | 1.76 m   |          |        | Gyeongnam              |
| 24  | Centru          | Gwon Han-Na    | 22 noiembrie 1989      | 1.72 m   |          |        | Seoul City             |

## Grupa B

### Algeria
O echipă preliminară a fost anunțată pe 21 noiembrie 2013.
Antrenor principal: Mourad Ait Ouarab
| Nr. | Post            | Nume               | Data nașterii (vârsta) | Înălțime | Selecții | Goluri | Echipă            |
| --- | --------------- | ------------------ | ---------------------- | -------- | -------- | ------ | ----------------- |
| 1   | Portar          | Souhila Abdelkader | 21 aprilie 1978        | 1.62 m   | 12       | 0      | GS Pétroliers     |
| 3   | Extremă stânga  | Sarah Khouiled     | 8 decembrie 1992       | 1.71 m   | 5        | 2      | Szeged KSZSE      |
| 5   | Centru          | Nadia Belakhdar    | 16 aprilie 1991        | 1.69 m   | 0        | 0      | Noisy-le-Grand HB |
| 6   | Centru          | Nassima Dob        | 24 decembrie 1980      | 1.72 m   | 107      | 321    | GS Pétroliers     |
| 7   | Pivot           | Ratiba Hassnaoui   | 4 martie 1987          | 1.89 m   | 61       | 50     | HBC El Biar       |
| 8   | Inter stânga    | Souad Titou        | 14 februarie 1986      | 1.84 m   | 85       | 340    | Lille HBCL        |
| 11  | Extremă dreapta | Amel Ait Ahmed     | 25 septembrie 1989     | 1.82 m   | 70       | 85     | HBC El Biar       |
| 12  | Portar          | Samia Sehabi       | 29 ianuarie 1981       | 1.83 m   | 38       | 1      | GS Pétroliers     |
| 13  | Inter stânga    | Rekia Ziadi        | 8 februarie 1986       | 1.88 m   | 49       | 22     | HHB Saida         |
| 14  | Inter dreapta   | Lamia Izem         | 3 septembrie 1980      | 1.78 m   | 60       | 30     | GS Pétroliers     |
| 15  | Centru          | Fatiha Iberaken    | 3 aprilie 1986         | 1.68 m   | 15       | 12     | HBC El Biar       |
| 16  | Portar          | Fatima Boussora    | 3 iulie 1983           | 1.73 m   | 12       | 0      | HBC El Biar       |
| 17  | Inter stânga    | Sihem Hemissi      | 1 iunie 1985           | 1.89 m   | 61       | 75     | GS Pétroliers     |
| 18  | Inter dreapta   | Nabila Tizi        | 20 martie 1984         | 1.85 m   | 83       | 332    | HBC Brest         |
| 19  | Pivot           | Rima Khelil        | 21 martie 1989         | 1.70 m   | 10       | 15     | RIJA Alger        |
| 20  | Extremă stânga  | Souhila Benaicha   | 11 mai 1988            | 1.82 m   | 65       | 50     | HBC El Biar       |

### Brazilia
Echipa a fost anunțată pe 8 noiembrie 2013.
Antrenor principal: Morten Soubak
| Nr. | Post            | Nume                    | Data nașterii (vârsta) | Înălțime | Selecții | Goluri | Echipă                |
| --- | --------------- | ----------------------- | ---------------------- | -------- | -------- | ------ | --------------------- |
| 2   | Pivot           | Fabiana Diniz           | 13 mai 1981            | 1.83 m   | 157      | 291    | Hypo Niederösterreich |
| 3   | Extremă dreapta | Alexandra do Nascimento | 16 septembrie 1981     | 1.77 m   | 133      | 502    | Hypo Niederösterreich |
| 4   | Extremă stânga  | Samira Rocha            | 26 ianuarie 1989       | 1.70 m   | 53       | 139    | Mios Biganos Handball |
| 5   | Pivot           | Daniela Piedade         | 2 martie 1979          | 1.73 m   | 138      | 265    | RK Krim               |
| 6   | Inter stânga    | Amanda de Andrade       | 20 octombrie 1989      | 1.74 m   | 15       | 30     | Concórdia             |
| 8   | Extremă stânga  | Fernanda da Silva       | 25 septembrie 1989     | 1.76 m   | 70       | 281    | Hypo Niederösterreich |
| 9   | Centru          | Ana Paula Rodrigues     | 18 octombrie 1987      | 1.72 m   | 95       | 427    | Hypo Niederösterreich |
| 12  | Portar          | Bárbara Arenhart        | 4 octombrie 1986       | 1.82 m   | 59       | 1      | Hypo Niederösterreich |
| 14  | Pivot           | Elaine Gomes            | 9 ianuarie 1982        | 1.79 m   | 5        | 0      | Força Atlética        |
| 16  | Portar          | Mayssa Pessoa           | 11 iunie 1984          | 1.80 m   | 38       | 0      | Dinamo Volgograd      |
| 17  | Inter stânga    | Karoline de Souza       | 24 aprilie 1990        | 1.81 m   | 22       | 18     | Team Tvis Holstebro   |
| 18  | Inter stânga    | Eduarda Amorim          | 23 septembrie 1986     | 1.86 m   | 116      | 370    | Győri Audi ETO KC     |
| 19  | Centru          | Deborah Nunes           | 14 martie 1993         | 1.59 m   | 16       | 30     | Metodista             |
| 21  | Extremă dreapta | Mariana Costa           | 14 octombrie 1992      | 1.66 m   | 1        | 0      | Vendsyssel FF         |
| 22  | Centru          | Mayara Moura            | 5 decembrie 1986       | 1.70 m   | 63       | 102    | Liberă de contract    |
| 81  | Inter dreapta   | Deonise Cavaleiro       | 20 iunie 1983          | 1.80 m   | 105      | 241    | Hypo Niederösterreich |

### China
Antrenor principal: Wang Xindong
| Nr. | Post            | Nume           | Data nașterii (vârsta) | Înălțime | Selecții | Goluri | Echipă        |
| --- | --------------- | -------------- | ---------------------- | -------- | -------- | ------ | ------------- |
| 1   | Portar          | Si Yan         | 9 decembrie 1989       | 1.82 m   | 71       | 0      | Club Anhui    |
| 2   | Extremă stânga  | Chen Qian      | 26 ianuarie 1990       | 1.73 m   | 16       | 18     | Club Anhui    |
| 3   | Extremă stânga  | Wu Nana        | 4 martie 1990          | 1.76 m   | 45       | 38     | Club Shanghai |
| 5   | Inter dreapta   | Zu Cui         | 20 iunie 1990          | 1.74 m   | 18       | 22     | Club Anhui    |
| 8   | Inter stânga    | Wang Shuihui   | 12 iulie 1993          | 1.78 m   | 11       | 22     | Club Jiangsu  |
| 10  | Inter stânga    | Wang Shasha    | 8 ianuarie 1987        | 1.76 m   | 195      | 420    | Club Shandong |
| 11  | Extremă stânga  | Yu Yuanyuan    | 30 ianuarie 1995       | 1.72 m   | 5        | 7      | Club Jiangsu  |
| 12  | Portar          | Wang Xiaohua   | 15 aprilie 1993        | 1.86 m   | 10       | 0      | Club Jiangsu  |
| 13  | Inter dreapta   | Wu Yin         | 13 aprilie 1988        | 1.75 m   | 55       | 75     | Club Shanghai |
| 16  | Portar          | Hou Yibo       | 23 iulie 1991          | 1.80 m   | 20       | 0      | Club Beijing  |
| 17  | Pivot           | Zheng Dongdong | 10 decembrie 1988      | 1.80 m   | 5        | 13     | Club Anhui    |
| 18  | Pivot           | Sha Zhengwen   | 18 iunie 1990          | 1.90 m   | 102      | 311    | Club Shanghai |
| 19  | Extremă dreapta | Zhang Haixia   | 10 februarie 1995      | 1.75 m   | 32       | 107    | Club Jiangsu  |
| 20  | Inter stânga    | Yang Jiao      | 7 septembrie 1994      | 1.84 m   | 15       | 30     | Club Liaoning |
| 21  | Centru          | Zhao Jiaqin    | 22 ianuarie 1986       | 1.74 m   | 177      | 533    | Club Jiangsu  |
| 24  | Extremă stânga  | Li Yao         | 7 iunie 1992           | 1.72 m   | 45       | 35     | Club Anhui    |

### Danemarca
Echipa a fost anunțată pe 22 noiembrie 2013.
Antrenor principal: Jan Pytlick
| Nr. | Post            | Nume                    | Data nașterii (vârsta) | Înălțime | Selecții | Goluri | Echipă              |
| --- | --------------- | ----------------------- | ---------------------- | -------- | -------- | ------ | ------------------- |
| 2   | Centru          | Jane Schumacher         | 27 august 1988         | 1.73 m   | 7        | 14     | Skive fH            |
| 3   | Extremă dreapta | Maibritt Kviesgaard     | 15 mai 1986            | 1.72 m   | 92       | 200    | Team Esbjerg        |
| 4   | Pivot           | Susan Thorsgaard        | 13 octombrie 1988      | 1.89 m   | 103      | 185    | FCM Håndbold        |
| 7   | Extremă stânga  | Maria Fisker            | 3 octombrie 1990       | 1.70 m   | 34       | 89     | Viborg HK           |
| 8   | Inter stânga    | Anne Mette Hansen       | 25 august 1994         | 1.77 m   | 5        | 10     | Ajax Heroes         |
| 9   | Inter dreapta   | Camilla Dalby           | 15 mai 1988            | 1.82 m   | 102      | 299    | ŽRK Budućnost       |
| 11  | Pivot           | Mette Gravholt          | 12 decembrie 1984      | 1.72 m   | 28       | 71     | Team Tvis Holstebro |
| 12  | Portar          | Cecilie Greve           | 19 ianuarie 1992       | 1.87 m   | 17       | 0      | HC Odense           |
| 13  | Pivot           | Marianne Bonde          | 25 iunie 1984          | 1.84 m   | 39       | 41     | København Håndbold  |
| 15  | Inter stânga    | Pernille Larsen         | 6 septembrie 1984      | 1.84 m   | 99       | 112    | København Håndbold  |
| 19  | Inter dreapta   | Line Jørgensen          | 31 decembrie 1989      | 1.86 m   | 94       | 227    | FCM Håndbold        |
| 20  | Portar          | Rikke Poulsen           | 20 aprilie 1986        | 1.77 m   | 27       | 0      | KIF Vejen           |
| 21  | Centru          | Kristina Kristiansen    | 13 iulie 1989          | 1.63 m   | 83       | 203    | Team Tvis Holstebro |
| 23  | Extremă stânga  | Ann Grete Nørgaard      | 15 septembrie 1983     | 1.62 m   | 94       | 403    | Team Tvis Holstebro |
| 25  | Extremă dreapta | Trine Østergaard Jensen | 17 octombrie 1991      | 1.65 m   | 19       | 24     | FCM Håndbold        |
| 27  | Inter dreapta   | Louise Burgaard         | 17 octombrie 1992      | 1.78 m   | 47       | 118    | Viborg HK           |
| 28  | Inter stânga    | Stine Jørgensen         | 3 septembrie 1990      | 1.80 m   | 48       | 96     | FCM Håndbold        |

### Japonia
Echipa a fost anunțată pe 1 decembrie 2013.
Antrenor principal: Masamichi Kuriyama
| Nr. | Post            | Nume             | Data nașterii (vârsta) | Înălțime | Selecții | Goluri | Echipă                 |
| --- | --------------- | ---------------- | ---------------------- | -------- | -------- | ------ | ---------------------- |
| 1   | Portar          | Kimiko Hida      | 26 septembrie 1977     | 1.70 m   | 74       | 0      | Sony Semiconductor     |
| 2   | Inter stânga    | Kanna Masuda     | 8 octombrie 1989       | 1.75 m   | 2        | 4      | Hiroshima Maple Reds   |
| 3   | Extremă dreapta | Megumi Takahashi | 14 iulie 1986          | 1.60 m   | 49       | 116    | Sony Semiconductor     |
| 4   | Extremă stânga  | Shiori Kamimachi | 21 ianuarie 1981       | 1.65 m   | 56       | 220    | Hokkoku Bank           |
| 7   | Pivot           | Arata Nishikiori | 7 septembrie 1991      | 1.67 m   | 2        | 3      | Sony Semiconductor     |
| 9   | Pivot           | Kaoru Yokoshima  | 11 decembrie 1985      | 1.61 m   | 27       | 48     | Hokkoku Bank           |
| 10  | Inter dreapta   | Shio Fujii       | 27 martie 1985         | 1.64 m   | 93       | 481    | Omron Corporation      |
| 13  | Extremă stânga  | Chie Katsuren    | 14 aprilie 1989        | 1.58 m   | 7        | 29     | Omron Corporation      |
| 16  | Portar          | Sato Shiroishi   | 2 decembrie 1992       | 1.74 m   |          |        | Colegiul Feminin Tokyo |
| 17  | Inter stânga    | Yuko Arihama     | 18 august 1984         | 1.78 m   | 108      | 284    | Omron Corporation      |
| 18  | Extremă stânga  | Yuki Tanabe      | 25 august 1989         | 1.70 m   | 15       | 54     | Hokkoku Bank           |
| 19  | Extremă dreapta | Ayaka Ikehara    | 24 septembrie 1990     | 1.57 m   | 1        | 0      | MIE violet' IRIS       |
| 20  | Centru          | Mayuko Ishitate  | 18 ianuarie 1987       | 1.66 m   | 48       | 96     | Omron Corporation      |
| 21  | Inter dreapta   | Aiko Hayafune    | 23 ianuarie 1980       | 1.67 m   | 95       | 276    | MIE violet' IRIS       |
| 22  | Portar          | Kaori Fujima     | 6 iulie 1982           | 1.73 m   | 54       | 0      | Omron Corporation      |
| 24  | Inter dreapta   | Nozomi Hara      | 9 martie 1991          | 1.70 m   | 9        | 22     | MIE violet' IRIS       |
| 26  | Centru          | Anna Kawamura    | 26 octombrie 1991      | 1.67 m   |          |        | Tokai University       |
| 28  | Pivot           | Shiori Nagata    | 24 octombrie 1987      | 1.71 m   | 29       | 28     | Omron Corporation      |

### Serbia
O echipă preliminară  a fost anunțată pe 13 noiembrie 2013 iar lista cu 19 jucătoare a fost publicată pe 1 decembrie 2013.
Antrenor principal: Saša Bošković
| Nr. | Nume                | Post            | Înălțime | Data nașterii (vârstă) | MJ | GM  | Echipă               |
| --- | ------------------- | --------------- | -------- | ---------------------- | -- | --- | -------------------- |
| 3   | Katarina Krpež      | Extremă dreapta | 1,70 m   | 2 mai 1988             | 74 | 145 | RK Krim              |
| 4   | Jelena Popović      | Inter dreapta   | 1,71 m   | 4 septembrie 1984      | 90 | 146 | HBC Nantes           |
| 7   | Andrea Lekić        | Coordonator     | 1,78 m   | 6 septembrie 1987      | 74 | 367 | ŽRK Vardar           |
| 9   | Jelena Živković     | Inter dreapta   | 1,84 m   | 6 iulie 1991           | 35 | 35  | RK Podravka          |
| 11  | Sanja Damnjanović   | Inter stânga    | 1,77 m   | 25 mai 1987            | 87 | 319 | Viborg HK            |
| 15  | Jelena Erić         | Inter stânga    | 1,80 m   | 12 octombrie 1979      | 76 | 271 | HC Astrahanocika     |
| 16  | Jovana Risović      | Portar          | 1,71 m   | 7 octombrie 1993       | 24 | 0   | ŽRK Radnički Belgrad |
| 17  | Sanja Rajović       | Pivot           | 1,72 m   | 18 mai 1981            | 56 | 86  | RK Lokomotiva Zagreb |
| 21  | Svetlana Ognjenović | Extremă stânga  | 1,66 m   | 26 ianuarie 1981       | 87 | 200 | Metz Handball        |
| 26  | Biljana Filipović   | Inter stânga    | 1,89 m   | 12 ianuarie 1986       | 25 | 52  | Nice Handball        |
| 27  | Katarina Tomašević  | Portar          | 1,79 m   | 6 februarie 1984       | 54 | 0   | HBC Nantes           |
| 30  | Jelena Nišavić      | Extremă stânga  | 1,68 m   | 27 septembrie 1980     | 92 | 120 | RK Jagodina          |
| 31  | Ivana Milošević     | Extremă dreapta | 1,68 m   | 11 iunie 1982          | 42 | 36  | ŽRK Radnički Belgrad |
| 33  | Jovana Stojiljković | Inter stânga    | 1,82 m   | 30 septembrie 1988     | 25 | 36  | Le Havre AC          |
| 71  | Kristina Liščević   | Coordonator     | 1,73 m   | 20 octombrie 1989      | 32 | 32  | Metz Handball        |
| 72  | Dragana Cvijić      | Pivot           | 1,85 m   | 15 martie 1990         | 53 | 140 | Budućnost Podgorica  |
| 83  | Marija Lojpur       | Pivot           | 1,78 m   | 10 august 1983         | 24 | 136 | ŽRK Vardar           |
| 99  | Marina Dmitrović    | Inter dreapta   | 1,82 m   | 23 martie 1985         | 51 | 99  | ŽRK Vardar           |

## Grupa C

### Angola
Echipa a fost anunțată pe 7 decembrie 2013.
Head coach: Vivaldo Eduardo
| Nr. | Post            | Nume              | Data nașterii (vârsta) | Înălțime | Selecții | Goluri | Echipă             |
| --- | --------------- | ----------------- | ---------------------- | -------- | -------- | ------ | ------------------ |
| 1   | Portar          | Teresa Almeida    | 5 mai 1988             | 1,81 m   |          |        | Petro de Luanda    |
| 2   | Extremă stânga  | Joelma Viegas     | 15 octombrie 1986      | 1,70 m   | 24       | 40     | Primeiro de Agosto |
| 3   | Pivot           | Anastácia Sibo    | 27 mai 1982            | 1,84 m   | 35       | 29     | Petro de Luanda    |
| 4   | Coordonator     | Rossana Quitongo  | 15 septembrie 1990     | 1,72 m   | 10       | 8      | Primeiro de Agosto |
| 5   | Inter dreapta   | Magda Cazanga     | 28 mai 1991            | 1,72 m   | 15       | 22     | Petro de Luanda    |
| 6   | Inter dreapta   | Liliana Paixão    | 3 martie 1988          | 1,82 m   | 0        | 0      | Petro de Luanda    |
| 8   | Coordonator     | Lurdes Monteiro   | 11 iulie 1984          | 1,70 m   | 0        | 0      | Primeiro de Agosto |
| 9   | Extremă dreapta | Isabel Guialo     | 8 aprilie 1990         | 1,68 m   | 24       | 30     | Primeiro de Agosto |
| 10  | Pivot           | Albertina Kassoma | 12 iunie 1996          | 1,92 m   | 14       | 39     | Primeiro de Agosto |
| 11  | Coordonator     | Luísa Kiala       | 25 ianuarie 1982       | 1,79 m   | 91       | 164    | Petro de Luanda    |
| 12  | Inter stânga    | Marta Santos      | 25 decembrie 1988      | 1,70 m   | 12       | 6      | Petro de Luanda    |
| 13  | Inter stânga    | Lisandra Salvador | 6 august 1990          | 1,72 m   | 12       | 8      | Primeiro de Agosto |
| 14  | Extremă dreapta | Natália Bernardo  | 25 decembrie 1986      | 1,69 m   | 58       | 116    | Petro de Luanda    |
| 16  | Portar          | Maria Pedro       | 29 decembrie 1982      | 1,72 m   | 68       | 0      | Petro de Luanda    |
| 18  | Inter stânga    | Marcelina Kiala   | 9 noiembrie 1979       | 1,80 m   | 89       | 246    | Petro de Luanda    |
| 20  | Portar          | Cristina Branco   | 15 martie 1985         | 1,74 m   | 43       | 0      | Primeiro de Agosto |

### Argentina
Echipa a fost anunțată pe 22 noiembrie 2013.
Antrenor principal: Eduardo Peruchena
| Nr. | Post            | Nume              | Data nașterii (vârsta) | Înălțime | Selecții | Goluri | Echipă             |
| --- | --------------- | ----------------- | ---------------------- | -------- | -------- | ------ | ------------------ |
| 1   | Portar          | Marisol Carratu   | 15 iulie 1986          | 1,74 m   | 80       | 1      | Ferro Oeste        |
| 2   | Coordonator     | Noelia Sala       | 4 martie 1988          | 1,71 m   | 30       | 23     | Dorrego Handball   |
| 4   | Inter dreapta   | Lucía Haro        | 21 august 1986         | 1,78 m   | 42       | 65     | Unión Eléctrica    |
| 5   | Pivot           | Manuela Pizzo     | 13 noiembrie 1991      | 1,77 m   | 18       | 22     | AD Blumenau        |
| 6   | Pivot           | Magdalena Decilio | 23 martie 1983         | 1,73 m   | 89       | 110    | Estudiantes        |
| 8   | Inter stânga    | Amelia Belotti    | 17 noiembrie 1988      | 1,70 m   | 36       | 65     | Italia Handball    |
| 9   | Extremă dreapta | Luciana Mendoza   | 14 martie 1990         | 1,72 m   | 50       | 78     | AD Blumenau        |
| 10  | Coordonator     | Victoria Crivelli | 30 septembrie 1990     | 1,76 m   | 30       | 40     | Ferro Oeste        |
| 11  | Inter stânga    | Antonella Gambino | 26 martie 1990         | 1,64 m   | 15       | 25     | Argentinos Juniors |
| 13  | Extremă stânga  | Macarena Alonso   | 13 ianuarie 1993       | 1,69 m   | 10       | 20     | Sedalo             |
| 14  | Inter stânga    | Valeria Bianchi   | 16 septembrie 1985     | 1,70 m   | 45       | 50     | NS Lujan           |
| 15  | Pivot           | Antonela Mena     | 28 martie 1988         | 1,82 m   | 60       | 60     | CID Moreno         |
| 16  | Portar          | Nadia Bordon      | 11 august 1988         | 1,70 m   | 17       | 0      | PDO Salerno        |
| 17  | Inter stânga    | Natalia Vico      | 10 noiembrie 1992      | 1,75 m   | 10       | 6      | UNCuyo Handball    |
| 19  | Extremă dreapta | Rocio Ocanto      | 6 septembrie 1992      | 1,71 m   | 10       | 15     | NS Lujan           |
| 22  | Coordonator     | Elke Karsten      | 15 mai 1995            | 1,75 m   | 5        | 14     | AACF Quilmes       |

### Norvegia
Echipa a fost anunțată pe 14 noiembrie 2013.
Antrenor principal: Thorir Hergeirsson
| Nr. | Post            | Nume                          | Data nașterii (vârsta) | Înălțime | Selecții | Goluri | Echipă              |
| --- | --------------- | ----------------------------- | ---------------------- | -------- | -------- | ------ | ------------------- |
| 2   | Inter stânga    | Mari Molid                    | 8 august 1990          | 1,78 m   | 60       | 39     | Levanger Handball   |
| 4   | Coordonator     | Stine Bredal Oftedal          | 25 septembrie 1991     | 1,68 m   | 70       | 104    | Issy-Paris Hand     |
| 5   | Inter stânga    | Ida Alstad                    | 13 iunie 1985          | 1,72 m   | 100      | 256    | Team Tvis Holstebro |
| 6   | Pivot           | Heidi Løke                    | 12 decembrie 1982      | 1,73 m   | 126      | 444    | Győri Audi ETO KC   |
| 7   | Inter dreapta   | Tonje Nøstvold                | 7 mai 1985             | 1,78 m   | 172      | 391    | Byåsen HE           |
| 8   | Coordonator     | Karoline Dyhre Breivang       | 10 mai 1980            | 1,72 m   | 280      | 455    | Larvik HK           |
| 9   | Pivot           | Isabel Blanco                 | 10 mai 1979            | 1,75 m   | 79       | 156    | Larvik HK           |
| 11  | Coordonator     | Anja Hammerseng-Edin          | 5 februarie 1983       | 1,73 m   | 52       | 125    | Larvik HK           |
| 12  | Portar          | Silje Solberg                 | 16 iunie 1990          | 1,78 m   | 40       | 0      | Stabæk IF           |
| 15  | Inter dreapta   | Linn Jørum Sulland            | 15 iulie 1984          | 1,78 m   | 147      | 459    | Larvik HK           |
| 16  | Portar          | Katrine Lunde                 | 30 martie 1980         | 1,80 m   | 231      | 3      | Győri Audi ETO KC   |
| 17  | Inter stânga    | Veronica Kristiansen          | 10 iulie 1990          | 1,75 m   | 17       | 42     | Glassverket IF      |
| 18  | Extremă dreapta | Linn-Kristin Riegelhuth Koren | 1 august 1984          | 1,75 m   | 240      | 886    | Larvik HK           |
| 22  | Inter dreapta   | Nora Mørk                     | 5 aprilie 1991         | 1,67 m   | 22       | 68     | Larvik HK           |
| 23  | Extremă stânga  | Camilla Herrem                | 8 octombrie 1986       | 1,69 m   | 130      | 315    | Byåsen HE           |
| 24  | Extremă stânga  | Sanna Solberg                 | 16 iunie 1990          | 1,78 m   | 26       | 56     | Stabæk IF           |

### Paraguay
Antrenor principal: Antonio Bordon
| Nr. | Post            | Nume                | Data nașterii (vârsta) | Înălțime | Selecții | Goluri | Echipă                |
| --- | --------------- | ------------------- | ---------------------- | -------- | -------- | ------ | --------------------- |
| 1   | Portar          | Alicia Villalba     | 28 februarie 1989      | 1,73 m   | 80       | 1      | Nueva Estrella        |
| 3   | Pivot           | Sabrina Fiore       | 17 aprilie 1996        | 1,78 m   | 60       | 300    | Castro Alves Handball |
| 4   | Extremă         | Alana Pedrozo       | 7 august 1992          | 1,70 m   | 18       | 30     | San Jose Handball     |
| 6   | Extremă         | María Gómez         | 22 ianuarie 1984       | 1,67 m   | 15       | 20     | Universidad Americana |
| 7   | Inter stânga    | Georginna Battaglia | 15 februarie 1995      | 1,65 m   | 15       | 26     | San Jose Handball     |
| 8   | Pivot           | Rebeca Bordon       | 26 iulie 1994          | 1,70 m   | 15       | 20     | Nueva Estrella        |
| 9   | Coordonator     | Marizza Faría       | 20 august 1983         | 1,70 m   | 80       | 640    | CB Mar Alicante       |
| 11  | Pivot           | Myrian Rodríguez    | 13 februarie 1989      | 1,75 m   | 25       | 15     | Nueva Estrella        |
| 13  | Extremă dreapta | Alexia Cáceres      | 31 ianuarie 1995       | 1,70 m   | 15       | 38     | Nueva Estrella        |
| 14  | Inter           | Leysa Beggan        | 12 decembrie 1992      | 1,70 m   | 10       | 6      | Nueva Estrella        |
| 15  | Inter           | Ana Acuña           | 5 mai 1994             | 1,83 m   | 70       | 100    | Nueva Estrella        |
| 16  | Portar          | Analia Yaryes       | 9 mai 1993             | 1,72 m   | 10       | 0      | San Jose Handball     |
| 17  | Extremă         | Kamila Rolon        | 5 iunie 1994           | 1,65 m   | 16       | 30     | Nueva Estrella        |
| 25  | Inter           | Pilar Frutos        | 27 august 1991         | 1,65 m   | 0        | 0      | Santa Elena Handball  |

### Polonia
Echipa a fost anunțată pe 27 noiembrie 2013.
Antrenor principal: Kim Rasmussen
| Nr. | Post            | Nume                      | Data nașterii (vârsta) | Înălțime | Selecții | Goluri | Echipă             |
| --- | --------------- | ------------------------- | ---------------------- | -------- | -------- | ------ | ------------------ |
| 1   | Portar          | Małgorzata Gapska         | 3 septembrie 1983      | 1,76 m   | 64       | 1      | Vistal Gdynia      |
| 4   | Pivot           | Monika Stachowska         | 2 ianuarie 1981        | 1,79 m   | 71       | 103    | SPR Pogoń Szczecin |
| 5   | Inter dreapta   | Iwona Niedźwiedź          | 22 iulie 1979          | 1,77 m   | 146      | 429    | Vistal Gdynia      |
| 6   | Coordonator     | Karolina Siódmiak         | 14 septembrie 1981     | 1,78 m   | 54       | 148    | Fleury Loiret HB   |
| 11  | Extremă stânga  | Kinga Grzyb               | 12 ianuarie 1982       | 1,68 m   | 176      | 341    | EB Start Elbląg    |
| 14  | Coordonator     | Karolina Kudłacz          | 17 ianuarie 1985       | 1,77 m   | 111      | 605    | HC Leipzig         |
| 21  | Extremă dreapta | Katarzyna Koniuszaniec    | 10 ianuarie 1985       | 1,77 m   | 36       | 79     | EB Start Elbląg    |
| 28  | Inter stânga    | Alina Wojtas              | 21 martie 1987         | 1,91 m   | 46       | 122    | SPR Lublin SSA     |
| 29  | Coordonator     | Karolina Semeniuk-Olchawa | 24 octombrie 1983      | 1,74 m   | 27       | 66     | MKS Zagłębie Lubin |
| 32  | Inter stânga    | Karolina Szwed-Orneborg   | 23 aprilie 1989        | 1,83 m   | 35       | 43     | HC Leipzig         |
| 33  | Extremă dreapta | Monika Migała             | 1 mai 1987             | 1,68 m   | 42       | 73     | KPR Ruch Chorzów   |
| 40  | Portar          | Anna Wysokińska           | 17 iunie 1987          | 1,82 m   | 22       | 0      | SG BBM Bietigheim  |
| 41  | Inter stânga    | Małgorzata Stasiak        | 5 noiembrie 1988       | 1,77 m   | 28       | 63     | SPR Pogoń Szczecin |
| 55  | Extremă stânga  | Agnieszka Jochymek        | 10 septembrie 1985     | 1,70 m   | 44       | 61     | MKS Zagłębie Lubin |
| 77  | Pivot           | Patrycja Kulwińska        | 31 martie 1989         | 1,78 m   | 60       | 88     | Vistal Gdynia      |
| 89  | Inter dreapta   | Kinga Byzdra              | 9 ianuarie 1989        | 1,81 m   | 94       | 215    | ŽRK Budućnost      |

### Spania
Echipa a fost anunțată pe 15 noiembrie 2013.
Antrenor principal: Jorge Dueñas
| Nr. | Post            | Nume                     | Data nașterii (vârsta) | Înălțime | Selecții | Goluri | Echipă           |
| --- | --------------- | ------------------------ | ---------------------- | -------- | -------- | ------ | ---------------- |
| 1   | Portar          | Cristina González        | 6 august 1983          | 1,80 m   | 126      | 0      | Club León        |
| 2   | Extremă dreapta | Marta López              | 4 februarie 1990       | 1,68 m   | 36       | 80     | Fleury Loiret HB |
| 4   | Extremă dreapta | Carmen Martín            | 29 mai 1988            | 1,69 m   | 131      | 415    | RK Krim          |
| 7   | Inter stânga    | Beatriz Fernández        | 19 martie 1985         | 1,80 m   | 149      | 330    | Fleury Loiret HB |
| 9   | Inter dreapta   | Marta Mangué             | 23 aprilie 1983        | 1,74 m   | 240      | 884    | Fleury Loiret HB |
| 10  | Coordonator     | Macarena Aguilar         | 12 martie 1985         | 1,74 m   | 171      | 502    | Randers HK       |
| 11  | Coordonator     | Nuria Benzal             | 3 aprilie 1985         | 1,70 m   | 76       | 112    | Fehérvár KC      |
| 12  | Portar          | Silvia Navarro           | 20 martie 1979         | 1,68 m   | 93       | 2      | BM Remudas       |
| 13  | Extremă dreapta | Jessica Alonso           | 20 septembrie 1983     | 1,75 m   | 90       | 194    | Le Havre AC      |
| 14  | Pivot           | Elisabeth Chávez         | 17 noiembrie 1990      | 1,92 m   | 107      | 42     | Nice Handball    |
| 17  | Extremă stânga  | Elisabeth Pinedo         | 13 mai 1981            | 1,74 m   | 143      | 318    | BM Bera Bera     |
| 18  | Pivot           | Begoña Fernández         | 22 martie 1980         | 1,80 m   | 172      | 372    | ŽRK Vardar       |
| 25  | Inter dreapta   | Nerea Pena               | 13 decembrie 1989      | 1,76 m   | 52       | 146    | Ferencvárosi TC  |
| 27  | Inter stânga    | Lara González Ortega     | 22 februarie 1992      | 1,83 m   | 8        | 10     | Metz Handball    |
| 30  | Inter dreapta   | Patricia Elorza          | 8 aprilie 1984         | 1,80 m   | 71       | 43     | BM Bera Bera     |
| 35  | Extremă stânga  | Naiara Egozkue Extremado | 21 octombrie 1983      | 1,74 m   | 14       | 27     | Bayer Leverkusen |
| 86  | Inter stânga    | Alexandrina Barbosa      | 5 mai 1986             | 1,76 m   | 19       | 97     | Thüringer HC     |

## Grupa D

### Australia
Antrenor principal: Jason Hoppner
| Nr. | Post            | Nume               | Data nașterii (vârsta) | Înălțime | Selecții | Goluri | Echipă                 |
| --- | --------------- | ------------------ | ---------------------- | -------- | -------- | ------ | ---------------------- |
| 1   | Portar          | Kim Harbort        | 4 septembrie 1987      | 1,80 m   | 22       | 0      | Northern Panthers      |
| 2   | Inter stânga    | Shelley Roy        | 2 august 1974          | 1,75 m   | 54       | 236    | Sydney University HC   |
| 3   | Pivot           | Olivia Doherty     | 6 ianuarie 1982        | 1,65 m   | 19       | 20     | Melbourne HC           |
| 4   | Extremă stânga  | Aminta Thomas      | 31 octombrie 1990      | 1,75 m   | 31       | 59     | Sydney University HC   |
| 5   | Pivot           | Kristina Lindblom  | 20 august 1992         | 1,69 m   | 2        | 5      | Ludvika Handball Club  |
| 6   | Inter dreapta   | Daniela Cook       | 16 martie 1978         | 1,76 m   | 10       | 30     | Sydney University HC   |
| 7   | Extremă dreapta | Solveig Sørensen   | 9 august 1982          | 1,69 m   | 26       | 80     | Team Haderslev         |
| 8   | Inter stânga    | Sally Potocki      | 11 februarie 1989      | 1,78 m   | 35       | 105    | Dortmund Handball      |
| 11  | Coordonator     | Emma van Bussel    | 2 mai 1989             | 1,65 m   | 12       | 11     | Sydney University HC   |
| 12  | Portar          | Catherine Kent     | 15 ianuarie 1981       | 1,72 m   | 44       | 1      | Narbonne Handball      |
| 14  | Coordonator     | Madeleine McAfee   | 5 februarie 1993       | 1,72 m   | 30       | 65     | Logan Wizards HC       |
| 15  | Coordonator     | Vanja Smiljanic    | 27 ianuarie 1990       | 1,70 m   | 19       | 87     | Melbourne HC           |
| 16  | Inter stânga    | Rosalie Boyd       | 21 octombrie 1987      | 1,78 m   | 37       | 56     | Griffith University HC |
| 17  | Extremă stânga  | Victoria Brunsberg | 2 aprilie 1991         | 1,72 m   | 20       | 84     | Sydney University HC   |
| 61  | Extremă stânga  | Lilly Bentwitch    | 14 noiembrie 1983      | 1,65 m   | 17       | 31     | Harbourside Handball   |
| 77  | Pivot           | Ana Meded          | 19 martie 1996         | 1,78 m   | 2        | 2      | Melbourne HC           |

### Cehia
Echipa a fost anunțată pe 5 decembrie 2013.
Antrenor principal: Jan Bašný
| Nr. | Post            | Nume                | Data nașterii (vârsta) | Înălțime | Selecții | Goluri | Echipă            |
| --- | --------------- | ------------------- | ---------------------- | -------- | -------- | ------ | ----------------- |
| 3   | Extremă dreapta | Jana Knedlíková     | 22 iunie 1989          | 1,67 m   | 46       | 90     | DHC Slavia Praga  |
| 5   | Coordonator     | Kateřina Keclíková  | 26 iunie 1986          | 1,71 m   | 47       | 59     | DHC Slavia Praga  |
| 7   | Extremă stânga  | Romana Chrenková    | 30 iunie 1987          | 1,66 m   | 81       | 296    | HC Veselí         |
| 8   | Inter stânga    | Pavla Poznarová     | 26 septembrie 1986     | 1,81 m   | 98       | 202    | DHC Sokol Poruba  |
| 9   | Extremă stânga  | Kristýna Salčáková  | 13 august 1987         | 1,65 m   | 65       | 80     | DHK Zora Olomouc  |
| 10  | Coordonator     | Petra Růčková       | 8 februarie 1989       | 1,74 m   | 69       | 52     | DHK Baník Most    |
| 11  | Coordonator     | Hana Kutlvašrová    | 28 septembrie 1989     | 1,80 m   | 46       | 61     | DHC Slavia Prague |
| 12  | Portar          | Barbora Raníková    | 12 martie 1985         | 1,81 m   | 67       | 0      | Metz Handball     |
| 13  | Inter dreapta   | Klára Černá         | 29 ianuarie 1985       | 1,74 m   | 63       | 188    | HBC Nîmes         |
| 14  | Pivot           | Petra Vítková       | 18 august 1979         | 1,76 m   | 208      | 337    | DHK Banik Most    |
| 15  | Extremă dreapta | Michaela Hrbková    | 14 iulie 1987          | 1,70 m   | 86       | 160    | DHC Sokol Poruba  |
| 16  | Portar          | Lucie Satrapová     | 3 iulie 1989           | 1,83 m   |          |        | DHC Slavia Praga  |
| 18  | Coordonator     | Iveta Luzumová      | 3 aprilie 1989         | 1,75 m   | 46       | 155    | Thüringer HC      |
| 19  | Inter stânga    | Helena Štěrbová     | 5 aprilie 1988         | 1,80 m   | 42       | 103    | Toulon Handball   |
| 22  | Inter dreapta   | Martina Crhová      | 17 iunie 1988          | 1,76 m   | 36       | 36     | IFK Kristianstad  |
| 24  | Pivot           | Dominika Selucká    | 13 decembrie 1987      | 1,75 m   | 28       | 14     | DHC Slavia Praga  |
| 30  | Portar          | Dominika Müllnerová | 26 martie 1992         | 1,70 m   | 7        | 0      | DHK Banik Most    |

### Germania
Echipa a fost anunțată pe 13 noiembrie 2013.
Antrenor principal: Heine Jensen
| Nr. | Post            | Nume                | Data nașterii (vârsta) | Înălțime | Selecții | Goluri | Echipă            |
| --- | --------------- | ------------------- | ---------------------- | -------- | -------- | ------ | ----------------- |
| 1   | Portar          | Jana Krause         | 10 iunie 1987          | 1,88 m   | 25       | 0      | Thüringer HC      |
| 2   | Extremă dreapta | Marlene Zapf        | 6 ianuarie 1990        | 1,70 m   | 24       | 73     | Bayer Leverkusen  |
| 5   | Inter stânga    | Saskia Lang         | 19 decembrie 1986      | 1,79 m   | 31       | 22     | HC Leipzig        |
| 7   | Extremă stânga  | Natalie Augsburg    | 15 noiembrie 1983      | 1,75 m   | 57       | 107    | HC Leipzig        |
| 9   | Pivot           | Wiebke Kethorn      | 10 august 1985         | 1,68 m   | 28       | 28     | VfL Oldenburg     |
| 10  | Coordonator     | Anna Loerper        | 18 noiembrie 1984      | 1,64 m   | 174      | 192    | VfL Oldenburg     |
| 14  | Inter stânga    | Evghenia Minevskaia | 31 octombrie 1992      | 1,70 m   | 32       | 0      | TuS Metzingen     |
| 15  | Coordonator     | Kim Naidzinavicius  | 6 aprilie 1991         | 1,81 m   | 19       | 19     | Bayer Leverkusen  |
| 16  | Portar          | Clara Woltering     | 2 martie 1983          | 1,78 m   | 156      | 0      | ŽRK Budućnost     |
| 17  | Extremă dreapta | Anne Hubinger       | 31 iulie 1993          | 1,85 m   | 16       | 22     | HC Leipzig        |
| 18  | Inter stânga    | Laura Steinbach     | 2 august 1985          | 1,81 m   | 90       | 179    | Ferencvárosi TC   |
| 19  | Inter dreapta   | Christine Beier     | 12 decembrie 1983      | 1,78 m   | 43       | 59     | Spreefüxxe Berlin |
| 20  | Pivot           | Anja Althaus        | 3 septembrie 1982      | 1,74 m   | 214      | 467    | Thüringer HC      |
| 21  | Inter stânga    | Nadja Nadgornaja    | 22 septembrie 1988     | 1,84 m   | 42       | 162    | Thüringer HC      |
| 22  | Inter dreapta   | Susann Müller       | 26 mai 1988            | 1,86 m   | 59       | 148    | HC Leipzig        |
| 26  | Inter stânga    | Angie Geschke       | 24 mai 1985            | 1,77 m   | 48       | 55     | VfL Oldenburg     |

### România
Lista finală de 17 jucătoare a fost anunțată pe 4 decembrie 2013.
Antrenor principal: Gheorghe Tadici
| Nr | Nume                    | Post                               | Înălțime | Greutate | Data nașterii (vârstă) | MJ  | GM  | Echipă         |
| -- | ----------------------- | ---------------------------------- | -------- | -------- | ---------------------- | --- | --- | -------------- |
| 2  | Aneta Pîrvuț            | Extremă dreapta                    | 1,64 m   | 56 kg    | 22 iunie 1989          | 4   | 6   | HCM Baia Mare  |
| 4  | Nicoleta Dincă          | Extremă stânga                     | 1,68 m   | 67 kg    | 2 iulie 1988           | 21  | 25  | „U” Cluj       |
| 6  | Crina Pintea            | Pivot                              | 1,86 m   | 78 kg    | 3 aprilie 1990         | 16  | 24  | HC Zalău       |
| 7  | Adriana Nechita         | Extremă dreapta                    | 1,65 m   | 62 kg    | 14 noiembrie 1983      | 121 | 283 | HCM Baia Mare  |
| 8  | Cristina Neagu          | Intermediar stânga/ Coordonator    | 1,80 m   | 69 kg    | 26 august 1988         | 119 | 473 | Budućnost      |
| 9  | Aurelia Brădeanu        | Intermediar stânga/ Coordonator    | 1,79 m   | 71 kg    | 5 mai 1979             | 241 | 604 | Corona Brașov  |
| 10 | Adriana Țăcălie         | Intermediar dreapta                | 1,80 m   | 73 kg    | 29 ianuarie 1989       | 31  | 56  | Corona Brașov  |
| 11 | Gabriela Perianu        | Intermediar stânga                 | 1,87 m   | 76 kg    | 20 iunie 1994          | 11  | 13  | Dunărea Brăila |
| 13 | Luciana Marin           | Coordonator                        | 1,76 m   | 70 kg    | 13 octombrie 1988      | 7   | 12  | HCM Baia Mare  |
| 15 | Valentina Ardean-Elisei | Extremă stânga                     | 1,75 m   | 68 kg    | 5 iunie 1982           | 189 | 763 | Cetate Deva    |
| 16 | Denisa Dedu             | Portar                             | 1,81 m   | 70 kg    | 27 noiembrie 1994      |     | 0   | Corona Brașov  |
| 17 | Georgiana Ciuciulete    | Pivot                              | 1,70 m   | 68 kg    | 23 aprilie 1987        | 12  | 18  | HC Zalău       |
| 21 | Talida Tolnai           | Portar                             | 1,87 m   | 74 kg    | 21 august 1979         | 111 | 1   | RK Krim        |
| 30 | Paula Ungureanu         | Portar                             | 1,80 m   | 73 kg    | 30 martie 1980         | 126 | 2   | HCM Baia Mare  |
| 77 | Oana Manea              | Pivot                              | 1,76 m   | 81 kg    | 18 aprilie 1985        | 160 | 332 | RK Krim        |
| 89 | Laura Chiper            | Extremă dreapta                    | 1,73 m   | 65 kg    | 21 august 1989         | 7   | 4   | Corona Brașov  |
| 93 | Eliza Buceschi          | Intermediar stânga/ Extremă stânga | 1,75 m   | 68 kg    | 1 august 1993          | 16  | 15  | HCM Baia Mare  |

### Ungaria
Componența echipei a fost anunțată pe 29 noiembrie 2013.
Antrenor principal: János Hajdu
| Nr | Nume                | Post                | Înălțime | Greutate | Data nașterii (vârstă) | MJ  | GM  | Echipă            |
| -- | ------------------- | ------------------- | -------- | -------- | ---------------------- | --- | --- | ----------------- |
| 2  | Szandra Zácsik      | Intermediar stânga  | 1.83 m   | 70 kg    | 22 mai 1990            |     |     | Ferencvárosi TC   |
| 5  | Krisztina Triscsuk  | Coordonator         | 1.76 m   | 60 kg    | 17 iulie 1985          | 6   | 4   | Érdi VSE          |
| 6  | Orsolya Vérten      | Extremă stânga      | 1.70 m   | 69 kg    | 22 iulie 1982          | 140 | 407 | Ferencvárosi TC   |
| 7  | Zita Szucsánszki    | Coordonator         | 1.72 m   | 63 kg    | 22 mai 1987            | 91  | 300 | Ferencvárosi TC   |
| 8  | Anikó Kovacsics     | Coordonator         | 1.70 m   | 64 kg    | 29 august 1991         | 36  | 66  | Győri Audi ETO KC |
| 10 | Anita Bulath        | Intermediar stânga  | 1.77 m   | 74 kg    | 20 septembrie 1983     | 71  | 168 | Dunaújvárosi KKA  |
| 12 | Orsolya Herr        | Portar              | 1.76 m   | 76 kg    | 23 noiembrie 1984      | 132 | 0   | Győri Audi ETO KC |
| 13 | Anita Görbicz       | Coordonator         | 1.73 m   | 59 kg    | 13 mai 1983            | 190 | 893 | Győri Audi ETO KC |
| 18 | Piroska Szamoránsky | Pivot               | 1.71 m   | 66 kg    | 9 iulie 1986           | 110 | 242 | Ferencvárosi TC   |
| 20 | Viktória Rédei Soós | Intermediar dreapta | 1.81 m   | 66 kg    | 28 iulie 1985          | 26  | 54  | Győri Audi ETO KC |
| 21 | Éva Kiss            | Portar              | 1.89 m   | 90 kg    | 30 iulie 1987          | 29  | 0   | Fehérvár KC       |
| 22 | Bernadett Bódi      | Extremă dreapta     | 1.75 m   | 64 kg    | 9 martie 1986          | 85  | 139 | Győri Audi ETO KC |
| 23 | Klára Szekeres      | Intermediar stânga  | 1.86 m   | 73 kg    | 1 decembrie 1987       | 51  | 22  | Érdi VSE          |
| 23 | Anita Cifra         | Pivot               | 1.80 m   | 71 kg    | 6 august 1989          | 13  | 31  | Ferencvárosi TC   |
| 83 | Mónika Kovacsicz    | Extremă dreapta     | 1.71 m   | 66 kg    | 20 noiembrie 1983      | 110 | 266 | Ferencvárosi TC   |
| 87 | Zsuzsanna Tomori    | Intermediar stânga  | 1.86 m   | 76 kg    | 18 iunie 1987          | 112 | 286 | Ferencvárosi TC   |

### Tunisia
Antrenor principal: Paulo de Moura
| Nr. | Post            | Nume                 | Data nașterii (vârsta) | Înălțime | Selecții | Goluri | Echipă               |
| --- | --------------- | -------------------- | ---------------------- | -------- | -------- | ------ | -------------------- |
| 3   | Inter dreapta   | Nesrine Daoula       | 9 aprilie 1990         | 1,72 m   | 62       | 141    | Lomme Handball       |
| 6   | Pivot           | Asma Elghaoui        | 29 august 1991         | 1,70 m   | 69       | 330    | HBC Nimes            |
| 7   | Inter dreapta   | Saida Rejeb          | 21 martie 1994         | 1,74 m   | 16       | 27     | Olympique de Gafsa   |
| 9   | Extremă dreapta | Fatma Sfar-Ben-Chker | 20 martie 1994         | 1,70 m   | 48       | 155    | ASF Mahdia           |
| 10  | Inter stânga    | Raja Toumi           | 3 aprilie 1978         | 1,79 m   | 214      | 918    | Byåsen HE            |
| 12  | Portar          | Echraf Abdallah      | 14 ianuarie 1987       | 1,81 m   |          |        | Club Africain        |
| 15  | Extremă stânga  | Refka Hlaili         | 18 aprilie 1990        | 1,69 m   | 41       | 81     | ASF Sahel            |
| 16  | Portar          | Fadia Omrani         | 27 februarie 1984      | 1,71 m   | 49       | 0      | ASE Ariana           |
| 17  | Inter dreapta   | Ouided Kilani        | 15 iunie 1982          | 1,76 m   | 163      | 235    | Colombelles Handball |
| 20  | Coordonator     | Mouna Chebbah        | 8 iulie 1982           | 1,70 m   | 209      | 875    | Viborg HK            |
| 21  | Coordonator     | Sondes Hachana       | 7 septembrie 1996      | 1,72 m   | 20       | 58     | ASF Teboulba         |
| 22  | Inter stânga    | Maroua Dhaouadi      | 22 mai 1992            | 1,75 m   | 60       | 287    | HBC Nantes           |
| 29  | Pivot           | Faten Yahiaoui       | 1 mai 1985             | 1,71 m   | 12       | 2      | HBC Brest            |
| 30  | Inter stânga    | Ines Jaouadi         | 15 septembrie 1989     | 1,83 m   | 78       | 198    | ASF Sahel            |
| 44  | Pivot           | Manel Kouki          | 4 februarie 1988       | 1,80 m   | 60       | 142    | ASE Ariana           |
| 85  | Portar          | Noura Ben Slama      | 23 februarie 1985      | 1,76 m   | 25       | 0      | C.A. Béglais         |